# Кели Рајли
Кели Рајли (енгл. Kelly Reilly; 18. јул 1977) британска је филмска, телевизијска и позоришна глумица.
Најпознатији је по улогама у филмовима Гордост и предрасуде, Госпођа Хендерсон вам представља, Еденско језеро, Шерлок Холмс, Шерлок Холмс: Игра сенки и Лет.

## Филмографија
| Година | Наслов                           | Улога           |
| ------ | -------------------------------- | --------------- |
| 2000   | Можда беба                       | Ниман           |
| 2003   | Мртва тела                       | Вив Макормак    |
| 2004   | Неодољиви развраник              | Џејн            |
| 2005   | Гордост и предрасуде             | Керолајн Бингли |
| 2005   | Госпођа Хендерсон вам представља | Морин           |
| 2008   | Еденско језеро                   | Џени Гринграс   |
| 2008   | Ја и Орсон Велс                  | Мјуриел Браслер |
| 2009   | Шерлок Холмс                     | Мери Морстан    |
| 2010   | Meant to be                      | Amanda          |
| 2011   | Шерлок Холмс: Игра сенки         | Мери Вотсон     |
| 2012   | Лет                              | Никол           |